# Igor Vori
Igor Vori (Zágráb, 1980. szeptember 20. –) olimpiai bajnok horvát válogatott kézilabdázó. Posztját tekintve beálló.
Pályafutását szülővárosa csapatában az RK Zagreb együttesében kezdte. 2001-ben Olaszországba igazolt az Al.Pi. Pallamano Pratoba, majd pedig a Pallamano Conversanoba. Az RK Zagrebbe 2003-ban tért vissza és két szezont töltött egykori csapatában. 2005 és 2007 között a Barcelona, majd 2007 és 2009 között immáron harmadjára is az RK Zagreb játékosa lett. 2009-től  a HSV Hamburg csapatát erősítette, majd a francia PSG csapatához szerződött, ahonnan 2016-ban újra az RK Zagrebhez igazolt.
A horvát válogatottal számos tornán vett rész. A 2003-as világbajnokságon és a 2004. évi nyári olimpiai játékokon arany, míg a 2005-ös és a 2009-es vb-n, a 2008-as illetve a 2010-es Európa-bajnokságon ezüstérmet szerzett.

## Bundesliga szereplése
| Szezon    | csapat      | bajnokság  | Mérkőzések | Gólok | Hetesek | Összes gól |
| --------- | ----------- | ---------- | ---------- | ----- | ------- | ---------- |
| 2009/10   | HSV Hamburg | Bundesliga | 34         | 105   | 0       | 105        |
| 2010/11   | HSV Hamburg | Bundesliga | 34         | 127   | 0       | 127        |
| 2009-2011 | gesamt      | Bundesliga | 68         | 232   | 0       | 232        |

## Sikerei

### Válogatottban
- Kézilabda a nyári olimpiai játékokon
  - 1. hely: 2004
  - 3. hely: 2012

- Világbajnokság:
  - 1. hely: 2003
  - 2. hely: 2005, 2009
  - 3. hely: 2013

- Európa-bajnokság
  - 2. hely: 2008, 2010
  - 3. hely: 2012

### Klubcsapatban
- EHF-kupa
  - 1. hely: 2007
- Horvát bajnok: (1998, 1999, 2000, 2004, 2005, 2008, 2009)
- Horvát-kupagyőztes: (1998, 1999, 2000, 2005, 2008, 2009)
- Olasz bajnok: (2002, 2003)
- Olasz-kupagyőztes: 2003
- Spanyol bajnok: (2006, 2007)
- Spanyol-kupagyőztes: (2006, 2007)
- Spanyol szuperkupagyőztes: (2006, 2007)
- Francia bajnok: (2015, 2016)
- Bundesliga: 
  - 1. hely: 2011
  - 2. hely: 2010
- Német-kupagyőztes: (2010)
- Német szuperkupagyőztes: (2009, 2010)

### Egyéni
A 2009-es világbajnokságon beválasztották az All Star csapatba.